# Stephen Frears
Stephen Arthur Frears (Leicester, 1941. június 20. –) Primetime Emmy- és César-díjas angol filmrendező.

## Élete és pályafutása
1941. június 20-án született Leicesterben, Russell E. és Ruth M. Frears gyermekeként.
Tanulmányait a cambridge-i Trinity College jogi szakán végezte el. 1966 óta rendezőasszisztens volt, 13 éven át televíziós munkákat végzett. Karel Reisszal és Lindsay Andersonnal tanult együtt. 
1971-ben a Dilettáns zsaroló című filmje a krimi paródiájára épült. Nagy sikert aratott 1985-ös Az én mosodám című filmjével. Két évvel később, 1987-ben a Hegyezd a füled! című filmjével nagy botrányt kavart. 1988-ban a Veszedelmes viszonyokban olyan színészekkel együtt dolgozott, mint  John Malkovich, Glenn Close és Michelle Pfeiffer. 
Az 1990-es években olyan filmeket rendezett, mint a gazemberek életét bemutató Svindlerek (1990) vagy a krtiikailag szintén elismert Mondvacsinált hős (1992).

## Rendezői filmográfia

### Film
| Év   | Magyar cím                        | Eredeti cím              | Feladatkör | Feladatkör |
| Év   | Magyar cím                        | Eredeti cím              | Rendező    | Producer   |
| ---- | --------------------------------- | ------------------------ | ---------- | ---------- |
| 1968 | A mindent elsöprő tűz (rövidfilm) | The Burning              | Igen       | Igen       |
| 1971 | Dilettáns zsaroló                 | Gumshoe                  | Igen       | Nem        |
| 1984 | Az áruló                          | The Hit                  | Igen       | Nem        |
| 1985 | Az én szép kis mosodám            | My Beautiful Laundrette  | Igen       | Nem        |
| 1987 | Hegyezd a füled!                  | Prick Up Your Ears       | Igen       | Nem        |
| 1987 | Sammyt és Rosie-t ágyba viszik    | Sammy and Rosie Get Laid | Igen       | Nem        |
| 1988 | Veszedelmes viszonyok             | Dangerous Liaisons       | Igen       | Nem        |
| 1990 | Svindlerek                        | The Grifters             | Igen       | Nem        |
| 1992 | Mondvacsinált hős                 | Hero                     | Igen       | Nem        |
| 1995 |                                   | Satan at His Best        | Nem        | Vezető     |
| 1996 | A gonosz csábítása                | Mary Reilly              | Igen       | Nem        |
| 1996 | A furgon                          | The Van                  | Igen       | Nem        |
| 1998 | Hi-Lo Country                     | The Hi-Lo Country        | Igen       | Nem        |
| 2000 | Pop, csajok satöbbi               | High Fidelity            | Igen       | Nem        |
| 2000 | Liam                              | Liam                     | Igen       | Nem        |
| 2002 | Gyönyörű mocsokságok              | Dirty Pretty Things      | Igen       | Nem        |
| 2005 | Mrs. Henderson bemutatja          | Mrs Henderson Presents   | Igen       | Nem        |
| 2006 | A királynő                        | The Queen                | Igen       | Nem        |
| 2009 | Chéri – Egy kurtizán szerelme     | Chéri                    | Igen       | Nem        |
| 2009 |                                   | Jean Charles             | Nem        | Vezető     |
| 2010 | Tamara Drewe                      | Tamara Drewe             | Igen       | Nem        |
| 2012 |                                   | Lay the Favorite         | Igen       | Nem        |
| 2013 | Philomena – Határtalan szeretet   | Philomena                | Igen       | Nem        |
| 2014 |                                   | Night Will Fall          | Nem        | Vezető     |
| 2015 | A program – Egy legenda bukása    | The Program              | Igen       | Nem        |
| 2016 | Florence – A tökéletlen hang      | Florence Foster Jenkins  | Igen       | Nem        |
| 2017 | Viktória királynő és Abdul        | Victoria & Abdul         | Igen       | Nem        |
| 2022 | Az elveszett király               | The Lost King            | Igen       | Nem        |

### Televízió

#### Tévéfilm
| Év   | Magyar cím                              | Eredeti cím                      |
| ---- | --------------------------------------- | -------------------------------- |
| 1972 |                                         | A Day Out                        |
| 1973 |                                         | The Cricket Match                |
| 1975 |                                         | Daft as a Bush                   |
| 1975 | Három ember egy csónakban               | Three Men in a Boat              |
| 1977 |                                         | Black Christmas                  |
| 1978 |                                         | Me! I'm Afraid of Virginia Woolf |
| 1978 | Doris and Doreen                        |                                  |
| 1979 |                                         | Afternoon Off                    |
| 1979 | One Fine Day                            |                                  |
| 1980 | Nyavalyás kölykök                       | Bloody Kids                      |
| 1982 |                                         | Walter                           |
| 1983 |                                         | Walter and June                  |
| 1983 | Saigon: Year of the Cat                 |                                  |
| 1983 | The Last Company Car                    |                                  |
| 1984 |                                         | December Flower                  |
| 1993 |                                         | The Snapper                      |
| 2000 | Bombabiztos                             | Fail Safe                        |
| 2003 |                                         | The Deal                         |
| 2008 |                                         | Skip Tracer                      |
| 2013 | Muhammad Ali a Legfelsőbb Bíróság ellen | Muhammad Ali's Greatest Fight    |

#### Sorozat
| Év        | Magyar cím                 | Eredeti cím                 | Megjegyzések                           |
| --------- | -------------------------- | --------------------------- | -------------------------------------- |
| 1969      |                            | Parkin's Patch              | 2 epizód                               |
| 1969      |                            | Tom Grattan's War           | 5 epizód                               |
| 1971–1973 |                            | Follyfoot                   | 4 epizód                               |
| 1973      |                            | Full House                  | 1 epizód                               |
| 1973      |                            | Sporting Scenes             | 1 epizód                               |
| 1974      |                            | Second City Firsts          | 1 epizód                               |
| 1975      |                            | Play for Today              | 3 epizód                               |
| 1976      |                            | BBC2 Playhouse              | 2 epizód                               |
| 1977      |                            | ITV Play of the Week        | 2 epizód                               |
| 1977      |                            | ITV Playhouse               | 2 epizód producer                      |
| 1984      |                            | The Comic Strip Presents... | 3 epizód                               |
| 1986–1993 |                            | Screen Two                  | 2 epizód                               |
| 2018      | Egy nagyon angolos botrány | A Very English Scandal      | minisorozat (3 epizód) vezető producer |
| 2019      | A legharsányabb hang       | The Loudest Voice           | 1 epizód                               |
| 2019–2022 |                            | State of the Union          | 20 epizód vezető producer              |
| 2020      | Kvíz                       | Quiz                        | minisorozat (3 epizód) vezető producer |
| 2024      | A rezsim                   | The Regime                  | minisorozat (3 epizód) vezető producer |

## Díjai
- BAFTA-díj (1982, 2004, 2008)
- César-díj (1990)
- Bodil-díj (1990)
- a torinói fesztivál közönségdíja (1993)
- Douglas Sirk-díj (1996)
- berlini Ezüst Medve díj (1999)
- velencei Sergio Trassati-díj (2002)
- Karlovy Vary életműdíj (2003)
- Független Film-díj (2003)
- Goya-díj (2007)